# Magyar Kétfarkú Kutya Párt
Magyar Kétfarkú Kutya Párt (MKKP, deutsch Ungarische Partei des zweischwänzigen Hundes) ist eine seit 2014 registrierte Satirepartei in Ungarn. Vor der Registrierung fungierte sie als Verein. Ihr Ziel ist es, das ungarische politische Leben zu parodieren, um so auf die Missstände und auf die korrupte, vom Geld bestimmte Funktionsweise der anderen Parteien aufmerksam zu machen.
Die MKKP verwendet intensiv die kreativen Mittel der Street Art.

## Ideologischer Hintergrund, Mission und Ziele
Laut Gergely Kovács ist das Ziel der Partei, den Wahlkampf für die Wähler genießbarer und für die Politiker nervtötend zu machen. Ziel der Partei ist weiterhin, die Parteien, die seit dem Regimewechsel aktiv sind, zu parodieren, ihr wahres Gesicht zu zeigen, ihre korrupte Tätigkeit zu okkludieren, und für die desillusionierten Wähler eine Alternative zu bieten.

## Historie

### Wahlen 2006
Die „Partei“ wurde im Jahr 2006 in Szeged gegründet. Beinahe alle ihre Kandidaten waren ein einziger gezeichneter, zweischwänziger Hund namens István Nagy.
Die MKKP führte ihre Kampagne bei den Parlamentswahlen 2006 als nicht-registrierte Partei. In ihrem Programm versprach sie unter anderem ewiges Leben, Freibier und Steuersenkungen. Des Weiteren wurde versprochen, dass Szeged einen Berg gebaut bekommt. Ihre Gegner sind die Partei des einschwänzigen Hundes sowie die Partei der neunschwänzigen Katze. Die Wahlplakate waren größtenteils in Szeged zu sehen. Die meisten zeigten István Nagy, den gezeichneten, zweischwänzigen Hund, mit der Aufschrift: „Der ist so niedlich, der will bestimmt nicht stehlen“.
Die Wahl 2006 gewann die MKKP in Szeged ihrer Meinung nach mit den witzigsten Plakaten, Tafeln und Aufklebern, mit denen sie die Stadt geflutet hatten.

### Demonstration vor dem zentralen Statistischen Amt
Die Partei veranstaltete am 20. Juni 2009 eine „allgemeine“ Demonstration vor dem Zentralen Statistischen Amt. Die 200–300 Demonstranten forderten: „Morgen soll Gestern sein“, „Gucke blöd“, „Ich soll aufgelöst werden“ usw. Der Hauptorganisator, Gergely Kovács, hat mit einer Flüstertüte folgende richtungsweisende Rede gehalten: „Wir verlangen, dass unverzüglich, sowohl allgemein, als auch einzeln, ohne Einzelfallprüfung, für jeden in gleichem Maße, jedem nach seinen Fähigkeiten, ohne politische Zugehörigkeit, ohne Rücksicht auf Religion und Kleidungsmarke, in einzelnen Gruppen, die Empfehlungen der EU einhaltend, Schulter an Schulter mit den in Ausland vegetierenden Ungarn, je früher!“

### Entstehung des ersten Wahlprogramms 2010
Im Jahr 2010 kam das erste Programm mit dem Titel „Es soll alles besser werden“ zustande. Im Mittelpunkt des Programms standen drei Versprechen: Ewiges Leben, Freibier, Steuersenkung. Im detaillierten wirtschaftlichen Teil des Programms standen u. a. die Weiterentwicklung der Szegediner Raumstation zu einem intergalaktischen Raumhafen, die Einführung des Puliexports. Auf dem Gebiet des Umweltschutzes hat die Partei das Stopfen des Ozonlochs bzw. die Schaffung von neuen Rassen anstelle der ausgestorbenen versprochen. Der Plan sah auch den Bau eines Berges für Szeged sowie die Senkung der Gravitation vor. Die Außenpolitik fokussierte sich auf Außerirdische; so wollte die Partei die Handelsbeziehungen mit anderen Lebensformen in der Galaxis stärken. Zum Zwecke der Verbesserung des Landesimage sollte auf dem Mars ein ungarisches Restaurant eröffnet werden.
Das Programm beinhaltete insbesondere die Entwicklung der Stadt Szeged.

### Teilnahme an der Kommunalwahl 2010
Kovács kündigte im August 2010 an, dass er für die Wahlen im Oktober für den Posten des Bürgermeisters von Szeged kandidiert. Unter anderem versprach er einen Berg und eine Raumstation. Im VII. Bezirk von Budapest stellte die Partei mit Daniel Mogács ebenfalls einen Kandidaten. Der gemeinnützige Kulturverein des zweischwänzigen Hundes konnte jedoch nicht genügend Empfehlungen sammeln, weswegen die Kandidaten nicht auf die Wahlliste gelangten.

### Erste Landesversammlung
Die Partei wollte sich 2013 offiziell registrieren lassen, um bei den Parlaments- bzw. Kommunalwahlen 2014 antreten zu können. Das Gericht verweigerte auf erster und zweiter Instanz, letztendlich rechtskräftig die Eintragung mit der Begründung, der Name der Partei sei nicht konform mit der Vorschrift der Unverwechselbarkeit des Namens, da dieser „irreführend“ sein könnte. Aus dem rechtskräftigen Bescheid – die Partei veröffentlichte diesen – ist auch zu entnehmen, dass das Gericht sich auf die Unseriosität der Partei beruft, beziehungsweise darauf, dass der Name der Partei gegen die allgemeine Moralauffassung verstößt, weil er auf eine unwürdige Assoziation anspielt. Das Gericht führte des Weiteren aus, dass seiner Ansicht nach der Antragsteller keine ernsthafte Absicht habe, sondern erstrangig nur dem Humor verpflichtet ist und die Kritik an anderen Parteien darstellt. Es gibt jedoch auch Meinungen, die besagen, dass das Gericht bei manchen anderen Parteien die Registrierung vornahm, obwohl sie mit derselben Begründung hätten abgelehnt werden können.
Die Sache ging vor das Verfassungsgericht. Der Gründer der MKKP argumentierte in seiner Verfassungsbeschwerde, dass die Entscheidung das Grundgesetz Ungarns verletze. Sie verletze das Recht der Gründer auf Vereinigung, zumal das Gericht weitgehend eine inhaltliche Kontrolle über den Namen und die Tätigkeit des Vereins ausgeübt hat, wozu es nicht das Recht hatte. Er argumentierte weiterhin, das Gericht habe die Aussage, der Name der Partei sei irreführend bzw. zu verwechseln, nicht rechtlich untermauert. Das Gericht habe nicht berücksichtigt, dass der Verein und seine Tätigkeit schon weitgehend bekannt und keinerlei Zweifel über den Namen aufgetaucht sind. Nach der Beschwerde verlangte das Gericht einen selbst entworfenen Begriff, einen „würdigen Parteinamen“. Gleichzeitig ist es aber die Verletzung der Chancengleichheit, da andere Parteien nach dieser Logik mit unwürdigen Namen trotzdem registriert worden sind. Der Beschwerdeführer erklärte, aus dem Gerichtsbescheid sei eindeutig erkennbar, dass das Gericht unzweifelhaft ausgesprochen gegen die Charakteristika „Spaßpartei“ auftritt, um damit die Verwendung von Humor und absurden Mittel zu unterbinden.
Das Oberste Gericht Ungarns (Kúria) entschied letztlich Anfang Sommer, dass die Partei registriert werden kann, da die erst- und zweitinstanzlichen Entscheidungen fehlerhaft waren. Die MKKP konnte sich jedoch trotzdem nicht registrieren lassen. Die Partei wurde erst Anfang September 2014 eingetragen. Den Bescheid über die Eintragung erhielt sie am 8. September am Nachmittag, 16 Minuten vor dem Ende der Frist der Kandidatenaufstellung zur Kommunalwahl. Die langsame Arbeit des Gerichts hinderte die Partei faktisch an der Teilnahme an den Kommunalwahlen.

### Gegenkampagne 2015
Es gab drei Plakattexte seitens der Regierung: „Wenn du nach Ungarn kommst, darfst du die Arbeit der Ungarn nicht wegnehmen“; „Wenn du nach Ungarn kommst, musst du die ungarische Kultur ehren!“; und „Wenn du nach Ungarn kommst, musst du unsere Gesetze einhalten!“.
Die MKKP hat als Antwort eine Gegenkampagne gestartet, zusammen mit dem Blog „Vastagbör“ (dickes Fell).
Dem ursprünglichen Plan zufolge sollten 50 witzige, die Regierung parodierende oder die Aufmerksamkeit auf die gesellschaftlichen Probleme und auf die Korruption lenkenden Plakate einen Monat lang ausgehängt werden, für drei Millionen Forint, etwa 9700 Euro. Die Mittel dazu sollten aus Spenden kommen. Die Popularität der Kampagne übertraf jedoch alle Erwartungen weit, die geplante Summe war bereits nach sieben Stunden eingegangen. In wenigen Tagen wurden insgesamt mehr als 33 Millionen Forint, etwa 107.000 Euro, von Privatpersonen gespendet. So konnten MKKP und Vastagbör insgesamt 900 Großplakate fertigen lassen.

### Gegenkampagne 2016
Die Antwort der Partei auf den Quoten-Volksentscheid der Regierung war eine Gegenkampagne mit dem Motto: „Auf eine blöde Frage eine blöde Antwort“. Die Wähler wurden aufgerufen, beim Referendum sowohl mit Ja als auch mit Nein zu stimmen und damit ungültig zu stimmen. Zu diesem Zweck wurden binnen weniger Wochen, bis zum 1. September mehr als 28 Millionen Forint an Spenden im Internet gesammelt. Diese Summe übersteigt bei weitem die Höhe der Summe, die die linken Oppositionsparteien insgesamt zur Verfügung hatten. Aus diesem Geld wurden mindestens 500 Großplakate sowie 100.000 A4-Flyer gedruckt und im ganzen Land verteilt.
224.668 Personen und damit 6,17 Prozent aller am Referendum teilnehmenden Ungarn, wählten ungültig. Da die MKKP die einzige Partei war, die ausdrücklich dazu aufrief ungültig zu wählen (andere Oppositionsparteien rieten zum Boykott) wurde dies als Achtungserfolg für die Satirepartei gewertet. Bei Parlamentswahlen sind in Ungarn nur etwa ein Prozent der Stimmzettel ungültig.

### Parlamentswahl 2018
Bei der Parlamentswahl in Ungarn 2018 erhielt die MKKP 1,73 Prozent der Parteilistenstimmen.

### Europa- und Kommunalwahlen 2019
Bei den Europawahlen 2019 erhielt die MKKP 2,62 Prozent der Stimmen.
Bei den Kommunalwahlen 2019 waren Kandidaten der MKKP in vier Budapester Bezirken erfolgreich, im II, XII., XIV. und XV. Bezirk stellt die Partei je einen Abgeordneten. Weiterhin wurde Zsuzsanna Döme von der MKKP stellvertretende Bürgermeisterin des IX. Bezirks (Ferencváros).

### Parlamentswahl 2022
An der Parlamentswahl 2022 nahm die MKKP mit einer eigenständigen Landesliste mit insgesamt 58 Kandidaten teil. Sie hatte sich nicht der Oppositionsallianz angeschlossen, da sie eine Zusammenarbeit mit den Parteien MSZP, DK und Jobbik ablehnt. Die MKKP erhielt 3,27 Prozent der Parteilistenstimmen. Sie konnte ihren Stimmenanteil gegenüber der Parlamentswahl 2018 fast verdoppeln, aufgrund der Fünf-Prozent-Hürde jedoch nicht ins Parlament einziehen.

### Europa- und Kommunalwahlen 2024
Bei den Europawahlen 2024 erhielt die MKKP 3,59 Prozent der Stimmen.
Bei den Kommunalwahlen 2024 hat die Partei insgesamt 51 Sitze in Budapest und in elf Komitaten erhalten. Zudem wurde der Parteivorsitzende Gergely Kovács zum Bürgermeister des XII. Budapester Bezirk gewählt.